# Briz-M
Briz-M (rusky Бриз-М) a Briz-KM jsou ruské raketové horní stupně na kapalné skladovatelné pohonné látky, určené pro vynášení družic na oběžnou dráhu, vyráběné GKNPC Chruničeva a používané nosiči Angara, Proton a Rokot.

## Charakteristika
Tento horní stupeň Briz-M je určen k vynášení velkých nákladů na nízké, střední a vysoké oběžné dráhy (včetně geosynchronních a geostacionárních). Hlavní motor může být během letu 8krát restartován a tak umožňuje přesné umístění družice na oběžnou dráhu. Životnost Briz-M na oběžné dráze je omezena kapacitou baterií na palubě, a v současné době je 24 hodin. Celkový čas standardního letu Proton/Briz-M, od startu po oddělení družice, je přibližně 9,3 hodiny. Nosič Proton s horním stupněm Briz-M také může navádět náklady na únikovou dráhu Země.
Jedním z cílů vývoje systému bylo zachování celkových rozměrů tak malých, jak jen možno. Briz-M v porovnání s předchůdcem, kterým je Blok D, zabírá mnohem méně prostoru na palubě nosné rakety a umožňuje uvolnit místo pro náklad. Proton s horním stupněm Briz-M může umístit 4385 kg družici, jako je A2100, na cílovou dráhu s nejvyšším bodem (apogeum) 35786 km, s nejnižším bodem (perigeum) 7030 km, a sklonem k zemskému rovníku 17,3°. Maximální nosnost stupně Briz-M je 5645 kg na přechodovou dráhu ke geostacionární, ze které je na přechod na GEO ještě třeba dodat rychlost 1500 m/s . Vynesení většího počtu družic je také podporováno, se schopnosti vynést družice na různé oběžné dráhy.
Briz-M je dvojitý horní stupeň, který se skládá z centrálního jádra (používajícího standardního Briz-KM) a přídavné odhoditelné prstencové nádrže obklopující jádro. Systém je poháněn hlavním motorem (14D30), který je ovládán pneumaticky (stlačeným plynem).

### Briz-KM
Briz-KM je jednodílná struktura, pouze s kónickou nádrží, a raketovým motorem umístěném v její prohlubni. Briz-KM je použit jako třetí stupeň nosičů Rokot.

## Historie startů
Briz-M dokončil svůj první let v červnu 2000 vynesením komunikační družice Gorizont.
Je plánováno použití Briz-M s nosičem Angara 3 a Angara 5.

#### Nosiče
- Proton – nosná raketa používající tento horní stupeň.
- Angara 5 – nosná raketa používající tento horní stupeň.

#### Horní stupně raket
- Block DM-03 – horní stupeň používaný pro lety nosičem Proton a Angara.
- Fregat – horní stupeň používaný pro lety nosiče Sojuz 2.